# Guðbrandur Þorláksson

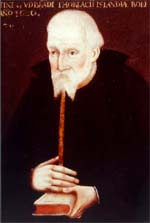
Guðbrandur Þorláksson.

Guðbrandur Þorláksson, född 1541, död den 20 juli 1627, var en isländsk matematiker, kartograf och biskop.
Guðbrandur Þorláksson studerade i katedralskolan i Hólar och på Köpenhamns universitet, och blev sedan successivt rektor på skolan i Skálholt, präst på Breiðabólstaður och biskop i Hólar till sin död.
Under sin biskopstid skrev och publicerade han minst åttio böcker, däribland den första kompletta isländska översättningen av Bibeln 1584 och den isländska lagboken. Han ritade också den första "riktiga" kartan över Island 1590.
Guðbrandur Þorláksson hade minst ett barn; en dotter som fick namnet Steinunn föddes 1571 av Guðrún Gísladóttir. Genom hennes son Þorlákur Skúlason blev han stamfar till släkten Thorlacius. Han finns avbildad på Islands 50-krónur-sedlar.

## Galleri

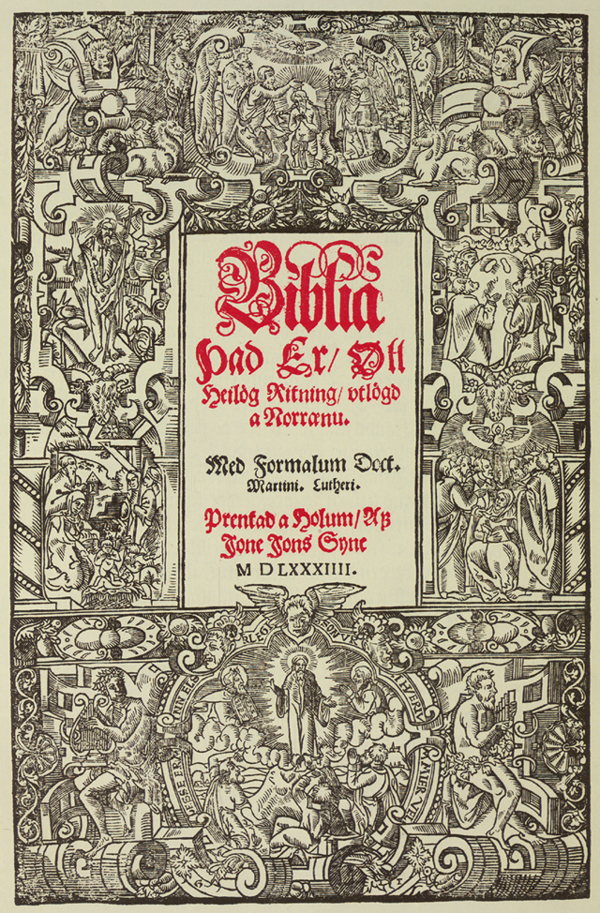
Guðbrandur Þorlákssons bibel.
Guðbrandur Þorlákssons karta.